# Хейдтман, Ганс
Ганс Хейдтман (нем. Hans Heidtmann; 8 августа 1914, Пёниц, Любек — 5 апреля 1976, Гамбург) — немецкий офицер-подводник, капитан-лейтенант (1 октября 1941 года).

## Биография
26 сентября 1934 года поступил на флот кадетом. 1 апреля 1937 года произведен в лейтенанты. Служил на тяжелом крейсере «Дойчланд». В январе 1938 переведен в подводный флот.

## Вторая мировая война
Командовал учебными подлодками U-2 (7 июля — 5 августа 1940 года), U-14 (август — 29 сентября 1940 года) и U-21 (1 октября — 20 декабря 1940 года) в составе 21-й флотилии.
27 февраля 1941 года назначен командиром подлодки U-559 (Тип VII-C), на которой совершил 10 походов (проведя в море в общей сложности 247 суток).
После 2 походов в Атлантику лодка Хейдтмана в сентябре 1941 года миновала Гибралтар и вошла в Средиземное море.
30 октября 1942 года лодка Хейдтмана была потоплена британским эсминцем северо-восточнее Порт-Саида. 7 человек погибло, остальные, в том числе Хейдтман, были взяты в плен.
12 апреля 1943 года награждён Рыцарским крестом Железного креста.
Всего за время военных действий Хейдтман потопил 5 судов общим водоизмещением 12 871 брт.
С октября 1942 года содержался в различных лагерях для военнопленных в Египте, Канаде и Англии.

## Послевоенная служба
В мае 1947 года освобожден. В январе 1958 года поступил на службу в ВМС ФРГ. В сентябре 1972 года вышел в отставку в звании капитана 1-го ранга.